# 贝埃尔瓦
贝埃尔瓦（Beerwah），是印度查谟-克什米尔邦Badgam县的一个城镇。总人口5515（2001年）。

## 人口
该地2001年总人口5515人，其中男性2914人，女性2601人；0—6岁人口902人，其中男498人，女404人；识字率43.16%，其中男性为49.83%，女性为35.68%。